# Jan Karel de Nelis
Jan Karel (Jean-Charles) de Nelis señor de Swyveghem y Terbeek, ( Malinas, 27 de octubre de 1748 - Malinas, 7 de febrero de 1834) fue un noble, abogado, pomólogo y político del sur de Holanda .

## Biografía
Jean-Charles es el hijo de Cornelio Nelis, un abogado Gran Consejo de Mechelen, empleado del país de Grimbergen , y su segunda esposa, Barbara van Slabbeek, y hermano de M gr Cornelio Francisco de Nélis. Su madre, hermana del caballero Jean Charles van Slabbeek, asesor y abogado fiscal de SM en el Gran Consejo de Mechelen , se volvió a casar con Emmanuel de Perceval después de su viudez.
Como su padre, se convirtió en abogado en el Gran Consejo de los Países Bajos en Mechelen.
En 1776 se casó con Claire Hillema, dama de Swijveghem, hija de Pierre Hillema y Anne-Marie de Meester, y descendiente de Gellius Hillema.
Tuvieron nueve hijos, entre ellos una hija casada con Jean-François-Xavier Estrix y otra con el hijo de Jean-Baptiste van den Wiele, ambos alcaldes de Mechelen, así como otra casada con Gaspard Deudon. Es el abuelo del general Théobald de Bentzmann (1812-1871).
En 1786, fue confirmado en la nobleza con el título hereditario de caballero, otorgado por el emperador José II. En 1822, fue reconocido en la nobleza hereditaria bajo el Reino Unido de los Países Bajos, con el título de caballero, transferible a todos los descendientes varones. 
Ninguno de los tres hijos se casó. La familia se extinguió con la muerte del hijo menor, el caballero Joseph de Nelis, en 1870. Los ocho hijos restantes habían muerto para entonces, sin descendientes varones.
Perteneciente a los partidarios de la revolución de Brabante y los Estados Unidos belgas, es uno de los diputados que representa a Malinas y signatarios del Tratado de Unión de los Estados Unidos Belgas (su hermano representa al clero de Brabante allí ).
Se convirtió en alcalde de Malinas en 1790.
También fue pomólogo, y uno de los padres de las peras de Malinas ( 'Bonne Theresa', 'Jozef Libia', 'Winter Nelis' y 'Bonne de Malines'). 